# Volker Himmelein
Volker Himmelein (* 18. Februar 1940 in Pforzheim) ist ein deutscher Kunsthistoriker.
Volker Himmelein studierte Geschichte, Germanistik, Kunstgeschichte und Politikwissenschaft in Tübingen und Freiburg. 1965 wurde er in Tübingen bei Hubert Schrade mit einer Dissertation über das Portal der Kartause von Champmol promoviert. 1965 wurde er Volontär am Badischen Landesmuseum in Karlsruhe, 1967  Konservator am Württembergischen Landesmuseum in Stuttgart, wo er an der Vorbereitung der Landesausstellung Die Zeit der Staufer 1977 beteiligt war. Ab 1979 war er wieder am Badischen Landesmuseum in Karlsruhe tätig und wurde 1981 dessen Direktor; daneben lehrte er von 1981 bis 1995 als Professor für Kunstgeschichte an der Staatlichen Akademie der Bildenden Künste in Stuttgart. Vom 1. Juni 1991 bis zum 28. Februar 2005 war er Direktor des Württembergischen Landesmuseums in Stuttgart.